# نقل جوي

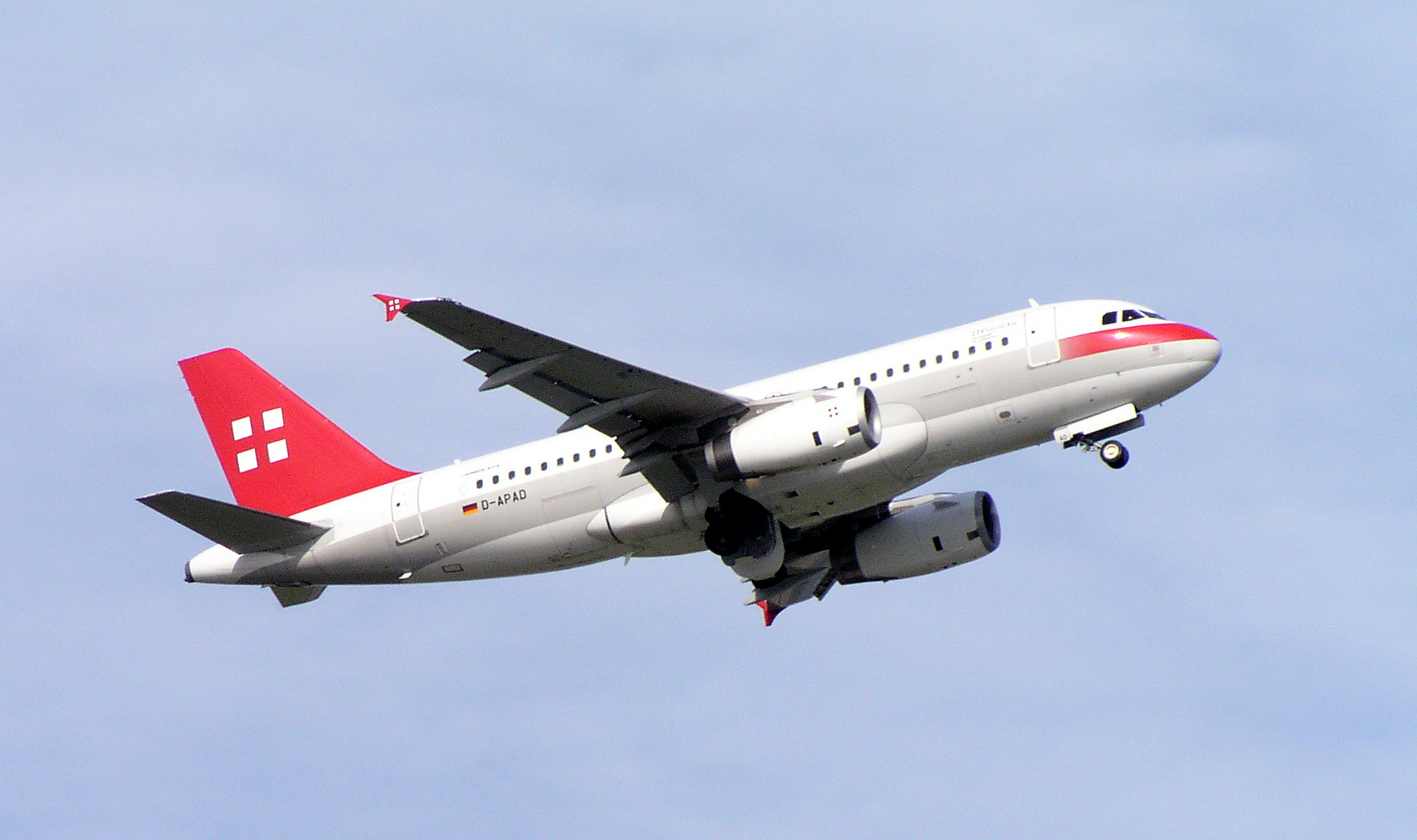

النقل الجوي هو الميدان الاقتصادي الذي يضم كافة أشكال نقل الأفراد والبضائع لغايات مدنية أو عسكرية.

## الأعمال
تنقسم الأعمال في النقل الجوي :
- نقل الأشخاص والبضائع على خطوط منتظمة. ويهم هذا النشاط كافة شركات النقل الجوي.
- كراء الطائرات لمنظمي الرحلات.

## النقل الجوي التجاري المنتظم
تعني بالنسبة لنقل الركاب اقتطاع التذاكر وتسيير الرحلات في أوقات محددة. اما بالنسبة للبضائع تعني إيصالها إلى وجهاتها في أوقات قياسية.

### الشركات
تنقسم الشركات حسب التصنيف التالي :
- ناقل جوي : تنقل طائراته الركاب نحو مطار كبير وتكون رحلاتها في حدود ال 250 كم;
- ناقل داخلي : تطير طائراته في داخل البلد ;
- ناقل دولي : تصل طائراته إلى عدة بلدان وقارات.

#### شركاتالطيرانالافتراضية
- شركة طيران افتراضية

### الطائرات
الطائرات المستعملة تكون على الأقل ثنائية المحرك ويمكن لها ان تنقل حتى 800 مسافر، تصل مسافات إلى 17400 كم (حسب الآلة). يتكون الطاقم الفني من طيار ومساعده إذ ان التعقيدات الاوتوماتكية للطائرة أدت إلى اندثار الملاح الميكانيكي، اما راحة الركاب فهي منوطة بعهدة الطاقم التجاري الطائر. وتققن الأنظمة الجوية بوجود مضيف لكل 50 راكبا.